# Liste des lacs en Tanzanie
La Liste des lacs en Tanzanie répertorie la liste non exhaustive des lacs sur le territoire Tanzanien.

## Lacs notoires et catégories de lacs présents dans le pays
Le lac Victoria est l'un des lacs notoires en Tanzanie. C'est le plus grand lac d'eau douce d'Afrique, deuxième plus grand lac d'eau douce du monde, situé à cheval sur l'Ouganda le Kenya et la Tanzanie,.
Il existe des lacs salés et des lacs saisonniers en Tanzanie à savoir: le lac Eyasi et le lac Natron.